# João Vicente Friedrichs
João Vicente Friedrichs (Bom Jardim, 30 de octubre de 1880 - ?) fue un escultor, ornamentista, cantero y marmolista brasileño activo especialmente en la primera mitad del siglo XX.

## Carrera profesional
Hijo de Miguel Friedrichs y sobrino de Jacob Aloys Friedrichs, también destacados artistas de Río Grande del Sur, aprendió de ellos los rudimentos del oficio. También recibió instrucción de Carlo Fossati pero su formación se completó principalmente en Alemania, adonde fue en 1895, asistiendo a la Kunstgewerbeschule (Escuela de Artes Industriales), en la ciudad de Colonia, recibiendo lecciones de modelado y dibujo, y practicando en diversos talleres. En 1898, abandonó la escuela antes de graduarse y comenzó a viajar por Europa para ampliar sus conocimientos. De regreso a Porto Alegre en 1899 abrió un pequeño atelier de ornamentación de edificios pero utilizando los materiales habituales: yeso, cemento y arcilla. - y no gres y mármol, más comunes en los talleres de decoración europeos.

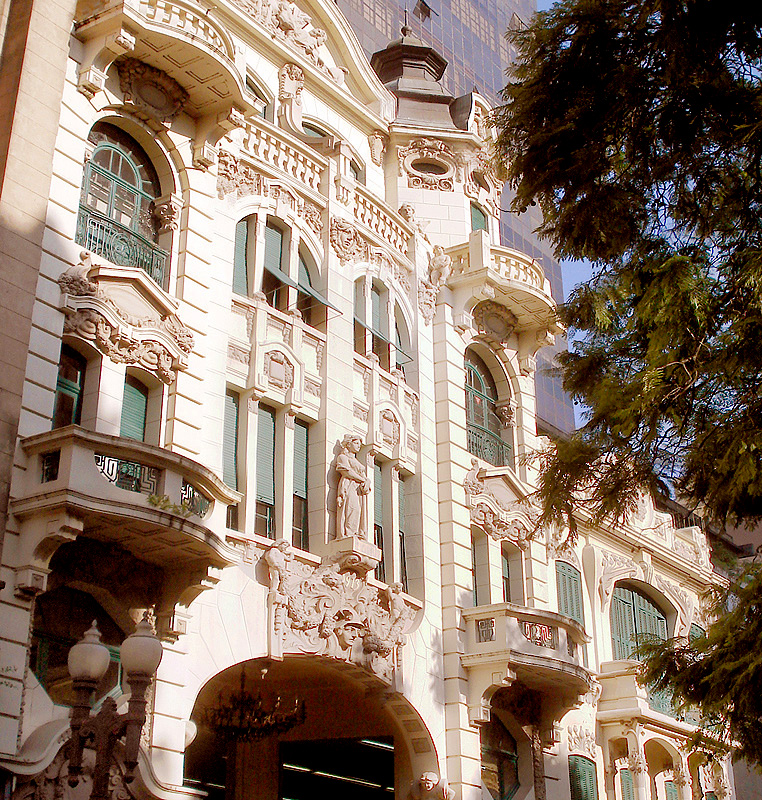
Fachada de los antiguos edificios Cine Guarany y Farmácia Carvalho, hoy Banco Safra

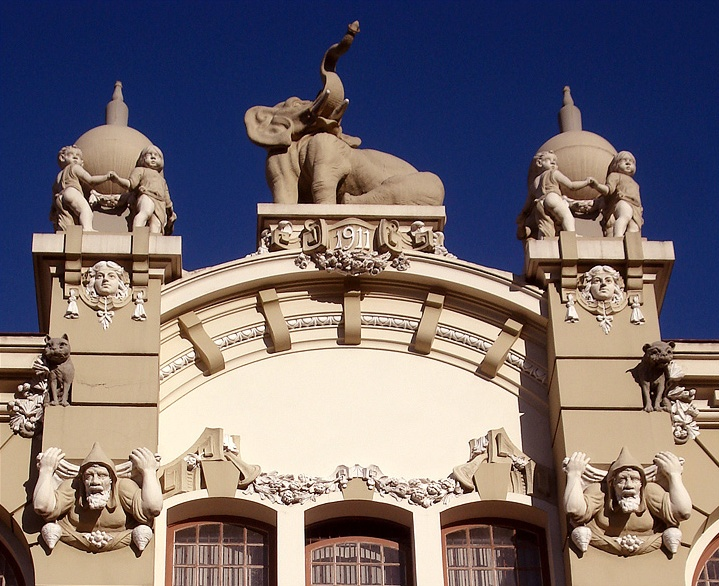
Detalle de la fachada de la Cervecería Brahma, decorada por el taller de Friedrichs. El elefante es obra del escultor Schob (o Schauff)

Su taller pronto fue reconocido por sus buenos servicios, y en 1901 ya destacó en la Gran Exposición Comercial e Industrial, en cuya Sección de Artes presentó decenas de obras, entre modelos para la ornamentación de edificios y esculturas independientes. Varias de estas piezas no eran de su autoría y, al parecer, se realizaron a partir de modelos importados, pero contribuyeron a dar a conocer la competencia de su empresa y de su equipo. En el Salón de la Gazeta do Comércio, celebrado en 1903, volvió a ser aplaudido, con copias de obras clásicas de la escultura, como El rapto de Sabina y la Venus de Médici'.
En esta época, Porto Alegre vivía un auge de grandes construcciones públicas y privadas, y Friedrichs aprovechó las circunstancias favorables, atendiendo directamente a numerosos particulares, colaborando con Affonso Hebert, que era el arquitecto del Gobierno del Estado, y convirtiéndose pronto en el proveedor exclusivo de ornamentos y esculturas decorativas de la empresa de Rudolph Ahrons, la más importante constructora de la ciudad a principios del siglo XX. Ante la magnitud de los proyectos de Ahrons, éste animó a Friedrichs a contratar colaboradores experimentados. Así fue como Frederico Pellarin llegó a Porto Alegre en 1902, procedente de Buenos Aires, pero pronto abandonó el taller y se unió a Gustavo Steigleder. En 1906, Luis Sanguin también fue contratado en Buenos Aires. En 1908 se incorporó a la oficina de Ahrons otro importante colaborador, el arquitecto Theodor Wiederspahn, que en adelante firmaría los proyectos. En 1910 Friedrichs contrató a Wenzel Folberger.  Este periodo fue uno de los más productivos, y la asociación de Friedrichs con Ahrons y Wiederspahn dio como resultado la construcción y decoración de algunos de los edificios históricos más notables de la ciudad, como la Delegación Fiscal, el edificio de Correos y Telégrafos, la Previdência do Sul y el Cervejaria Bopp. .
Esta fructífera colaboración duró hasta 1915, cuando la empresa de Ahrons cerró. El volumen cada vez mayor de pedidos obligó a ampliar rápidamente el taller de Friedrichs, por lo que se contrató a otros profesionales, en su mayoría extranjeros, para ayudar en el trabajo. Con esta colaboración adicional, y debido a la costumbre de no firmar las piezas individuales, hoy es difícil determinar cuáles son del propio Friedrichs y cuáles de sus colaboradores, entre otras cosas porque en la fase de mayor actividad del "atelier" se sabe que el propietario pasaba mucho tiempo absorbido por tareas administrativas y dejaba que su equipo realizara el trabajo escultórico práctico, limitándose a supervisar el proceso. Entre sus obras personales destacan las estatuas de la fachada de la Igreja das Dores, que representan la Fe, la Esperanza y la Caridad, y la ornamentación de la desaparecida Confeitaria Schramm. Aunque el taller que lleva su nombre recibió el crédito final de las decoraciones, algunas piezas pueden atribuirse con cierta certeza a determinados artesanos de su empresa, como la estatua de Gambrinus de la fachada de la antigua Cervejaria Bopp, las estatuas de la Delegación Fiscal y el grupo de San José con el Niño Jesús de la Igreja São José, todas ellas obras de Alfred Adloff; el Atlas de la Oficina de Correos, de Folberger, y las esculturas de la fachada de la Facultad de Derecho y de la Facultad de Medicina, de Pellarin. .

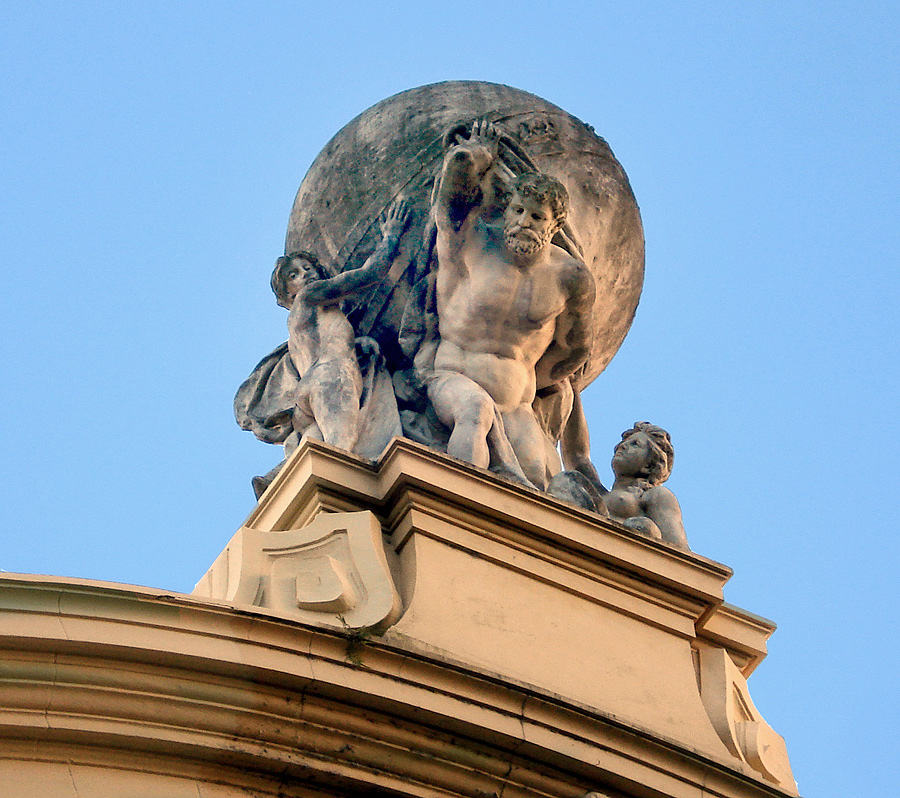
El Atlas del edificio de Correos y Telégrafos.

Su taller se convirtió en una verdadera escuela, y en él se formaron o trabajaron más de 60 artistas, que contribuyeron decisivamente a dar un nuevo rostro a la capital del Estado. Además de los ya mencionados, entre ellos estaban Jesús Maria Corona, Franz Radermacher, André Arjonas, Alfredo Staege, Giuseppe Gaudenzi, Fernando Corona y Vitório Livi.
La producción de su atelier se caracterizó por un eclecticismo de rasgos vigorosos y originales, aunque a menudo muestra cierta rigidez y un acabado rústico de las figuras, pero siempre con una rica inventiva para los ornamentos, en un estilo que se aleja de los rígidos cánones del clásicos y se acerca más al gusto y comprensión del público común y, en los edificios públicos, sirve a menudo de ilustración para un programa simbólico narrativo de carácter positivismo, de fuerte tendencia en la época. 